# Diritti LGBT in Messico
I diritti delle persone LGBT in Messico (lesbiche, gay, bisessuali e transessuali) sono stati progressivamente ampliati, in linea con le tendenze legalizzatrici presenti in altri paesi. L'influenza intellettuale della Rivoluzione francese e il breve ma significativo Intervento francese in Messico (1862-67) ha portato all'adozione del codice napoleonico e conseguentemente anche alla depenalizzazione di tutti gli atti sessuali compiuti da persone dello stesso sesso nel 1871.
Ma nonostante ciò le persone LGBT hanno continuato, più o meno sporadicamente, ad esser perseguite attraverso l'uso di codici regolanti il cosiddetto comportamento osceno e la pubblica indecenza ("attentato alla morale e ai buoni costumi").
La tolleranza della diversità sessuale in alcune tra le culture indigene è invece sempre stata molto diffusa, soprattutto tra gli Zapotechi e i Maya; in particolare i primi hanno sviluppato il concetto di terzo sesso, uno stato intermedio verso cui si riferiscono col termine di "muxe"
Grazie anche all'influenza proveniente dalle zone più cosmopolite del paese (come Città del Messico, ma anche Guadalajara, Monterrey e Tijuana), la tendenza a modificare i precedenti atteggiamenti intrisi di machismo sta procedendo a passo spedito; mentre nell'entroterra il cambiamento è più lento ed in parte ancora osteggiato.
L'età del consenso, in cui non vi sono restrizioni per intrattenere rapporti sessuali consensuali, è (indipendentemente dall'orientamento sessuale) posta a 18 anni a livello federale, ma alcune suddivisioni del Messico vi è "un'età primaria" del consenso la quale può scendere anche fino ai 12 anni: in questi casi le relazioni sessuali tra adulti e adolescenti rimangono in una sorta di zona grigia legale, con disposizioni regionali e cittadine oggetto d'interpretazioni a volte anche contrastanti.
Fin dai primissimi anni settanta, grazie al movimento di liberazione omosessuale statunitense e in seguito al massacro di Tlatelolco avvenuto nel 1968 durante i Giochi della XIX Olimpiade, un numero considerevole di associazioni a difesa dei diritti LGBT ha iniziato a rendersi sempre più visibile, fino a giungere al primo Gay Pride svoltosi nel 1979.
Il 3 giugno 2015, la Corte Suprema di giustizia della nazione ha emesso una "tesi giurisprudenziale" in cui la definizione legale di matrimonio viene cambiata per comprendere le coppie dello stesso sesso. 
Gli articoli nella costituzione che restringono il matrimonio alle sole coppie di sesso opposto vengono considerati incostituzionali dalla Corte e quindi ogni organo giuridico nella nazione deve convalidare i matrimoni dello stesso sesso, determinando la legalizzazione dei matrimoni omosessuali. 
Tuttavia, il processo è lungo dato che le coppie devono richiedere l'autorizzazione da un giudice, processo che può essere significativamente più lungo rispetto a quello previsto per le coppie di sesso opposto.
Vantaggi politici e giuridici sono stati acquisiti attraverso le formazioni di sinistra del Partito della Rivoluzione Democratica, del partito laburista e del movimento dei cittadini, ma anche grazie al sostegno di una forza più centrista come il Partito Rivoluzionario Istituzionale: essi comprendono la modifica dell'art. 1 della costituzione del Messico che ha così vietato nel 2011 la discriminazione basata sull'orientamento sessuale. 
Si possono contrarre matrimoni omosessuali a Città del Messico e negli altri 31 stati Aguascalientes, Bassa California, Bassa California del Sud, Campeche, Chiapas, Chihuahua, Coahuila, Colima, Durango, Guanajuato, Guerrero, Hidalgo, Jalisco, stato federato del Messico, Michoacán, Morelos, Nayarit, Nuevo Leon, Oaxaca, Puebla, Querétaro, Quintana Roo, San Luis Potosí, Sinaloa, Sonora, Tabasco, Tamaulipas, Tlaxcala, Veracruz, Yucatan e Zacatecas. Inoltre, si possono stipulare unioni civili a Città del Messico e negli stati di Coahuila, Campeche, Jalisco e Michoacán.

## Cronologia
Uguaglianza giuridica dei matrimoni tra coppie dello stesso sesso e di sesso opposto
     Le licenze di matrimonio vengono rilasciate alle coppie dello stesso sesso nonostante non siano consentite dalla legge statale; potrebbero richiedere più tempo per l'elaborazione o essere più costose delle licenze per le coppie di sesso opposto
     Disuguaglianza del matrimonio: le coppie dello stesso sesso sposate non si qualificano come sposate quando si tratta di adozione di bambini

Uguaglianza del matrimonio tra persone dello stesso sesso negli stati messicani
Uguaglianza giuridica dei matrimoni tra coppie dello stesso sesso e di sesso opposto
Le licenze di matrimonio vengono rilasciate alle coppie dello stesso sesso nonostante non siano consentite dalla legge statale; potrebbero richiedere più tempo per l'elaborazione o essere più costose delle licenze per le coppie di sesso opposto
Disuguaglianza del matrimonio: le coppie dello stesso sesso sposate non si qualificano come sposate quando si tratta di adozione di bambini

1569: un funzionario di Filippo II di Spagna porta l'Inquisizione in terra messicana; questa continuerà la sua opera di persecuzione nei confronti dei "peccatori sessuali" (multe, penitenze, umiliazioni e fustigazioni pubbliche) sino al termine del periodo coloniale spagnolo nel 1821 a seguito della Guerra d'indipendenza del Messico.
Nei primi anni settanta si formano i primi gruppi politici e culturali di matrice omosessuale, inizialmente fortemente legati alla sinistra politica e, da un certo punto in poi, alle organizzazioni femministe: uno dei primi gruppi LGBT in America Latina è stato il "Frente de Liberación Homosexual", organizzatosi nel 1971 in risposta al licenziamento di un lavoratore da parte della multinazionale statunitense Sears a causa del suo presunto comportamento omosessuale
Nel 1979 si tiene a Città del Messico la prima sfilata dell'orgoglio LGBT.
Nel 1983 il "Frente Homosexual de Acción Revolucionaria" lamenta rastrellamenti da parte della polizia Guadalajara, nella suddivisione statale di Jalisco
Nel 1991 il Messico ha ospitato il primo incontro dell'International Lesbian and Gay Association al di fuori dell'Europa
Nel 1996 si svolge il primo Gay Pride a Guadalajara, una delle metropoli più vaste del paese.
Nel 1999 la prima riunione di lesbiche femministe si tiene a Città del Messico; il mese successivo l'assemblea cittadina approva un'ordinanza che vieta la discriminazione basata sull'orientamento sessuale (prima nel suo genere in Messico).
Nel 2001 viene modificato l'art. 1 della carta costituzionale per vietare la discriminazione fondata, tra gli altri, anche sull'orientamento sessuale.

Nel 2003 viene fatta approvare ed è varata una legge federale antidiscriminatoria, con cui è stato immediatamente creato un consiglio nazionale ad hoc per farla rispettare; il Messico diviene così il secondo paese dell'America centro-meridionale, dopo l'Ecuador, a fornire protezione contro le discriminazioni rivolte alle persone LGBT.

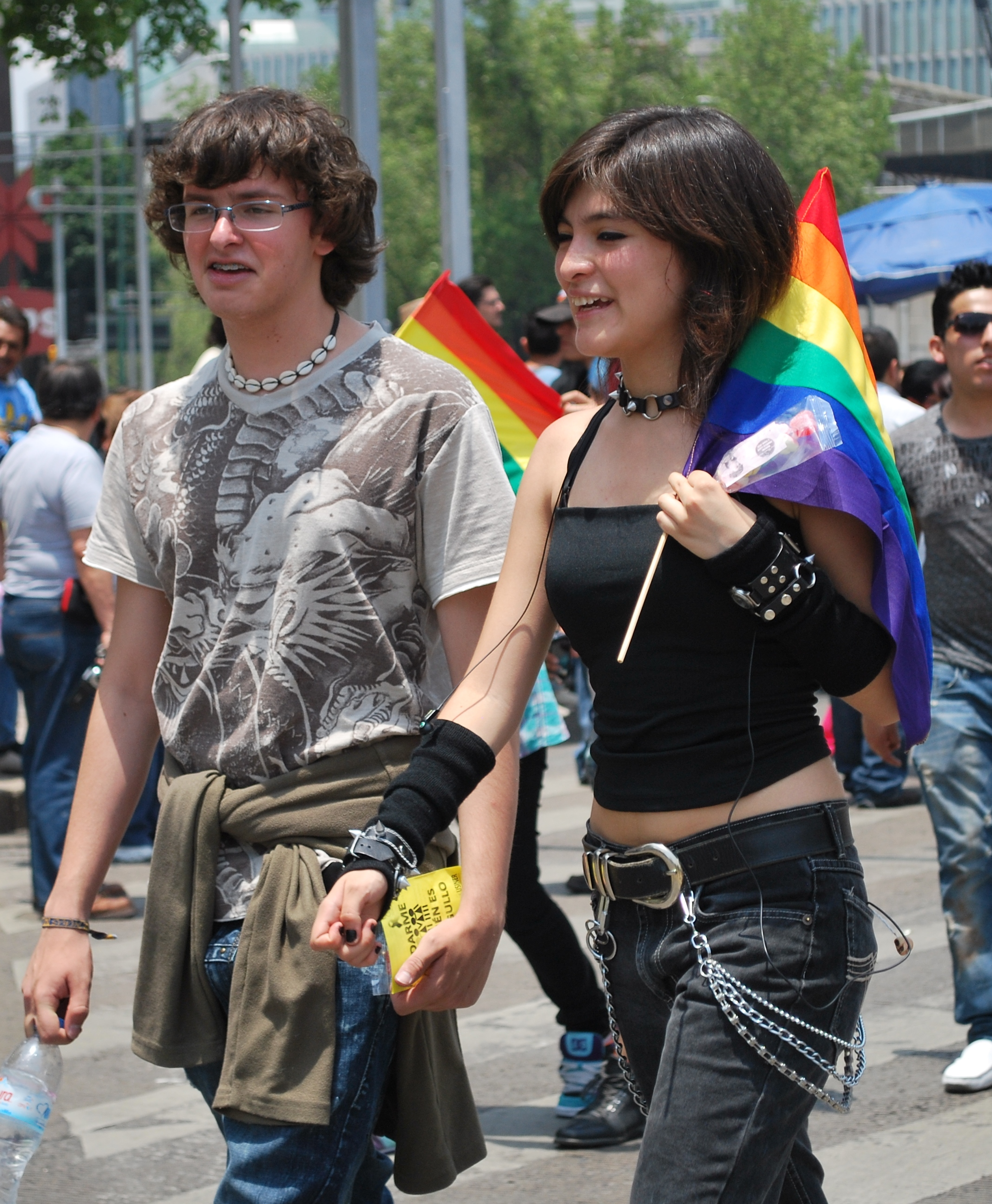
Partecipanti al Pride 2012.

Nel 2004 una modifica al codice civile ha reso effettiva la possibilità alle persone transgender di cambiare genere e nome sui loro certificati di nascita.
Nel 2006 a Città del Messico vengono legalizzate le unioni civili per le coppie omosessuali, la seconda grande città dell'America centro-meridionale a farlo dopo Buenos Aires nel 2002; la legge consente anche i diritti pensionistici e di eredità.
Nel 2007 lo Stato settentrionale di Coahuila ha legalizzato le unioni civili per le coppie composte da persone dello stesso sesso, la cui prima cerimonia si è svolta a Saltillo
Nel 2008 l'assemblea legislativa della capitale ha approvato una legge che permette alle persone transgender di cambiare il proprio genere ed il nome nei documenti ufficiali.
Nel 2009 Miguel Galán diviene il primo politico apertamente gay a candidarsi al ruolo di sindaco. A fine anno l'assemblea legislativa distrettuale della capitale approva la legalizzazione del matrimonio (ratificato nel 2010) e la possibilità di adozione per le coppie omosessuali.
Nel 2012 la corte suprema ha annullato una disposizione di Oaxaca che limitava il matrimonio ad un uomo e a una donna a fini procreativi.
Dal 27 ottobre 2022 anche nell’ultimo stato del Messico (Tamaulipas), che non concedeva il matrimonio egualitario alle coppie dello stesso sesso, esso è stato legalizzato e quindi il Messico è il 34º paese a riconoscere de facto i matrimoni tra le persone dello stesso sesso, benché senza una legislazione nazionale unica.

## Questioni legali
La corte suprema ha stabilito nel 2013 che le due parole dispregiative "puñal" e "maricones" non rientrano nei casi di libertà d'espressione sancita dalla costituzione, consentendo pertanto alle persone offese di citare in giudizio gli aggressori per danni morali.

### Legislazione anti discriminatoria

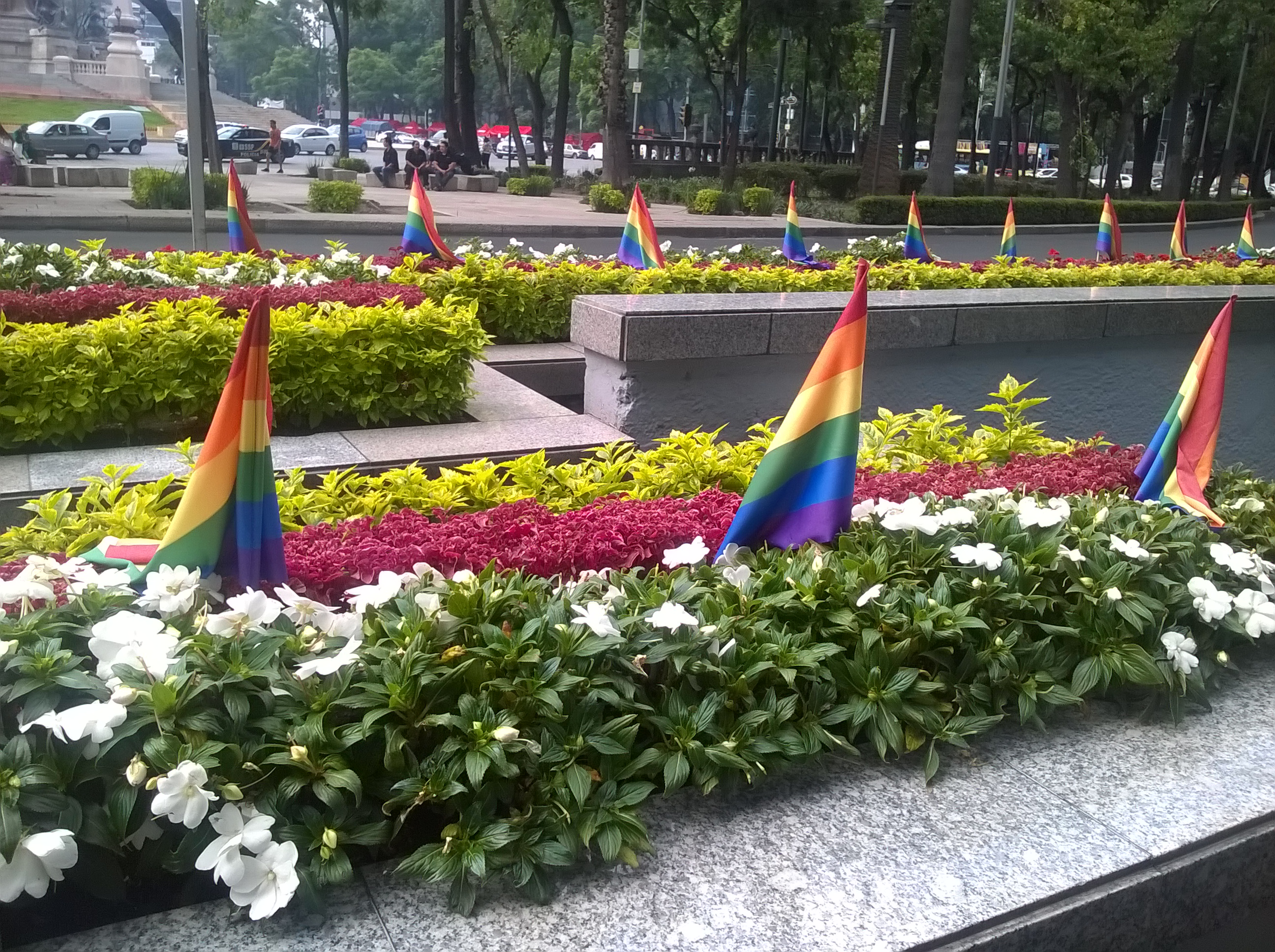
Gay Pride 2016

Nel 2003 il parlamento approva all'unanimità la "legge federale per prevenire ed eliminare la discriminazione" tra cui la preferenza sessuale è inclusa come categoria protetta. L'art. 9 definisce come comportamenti discriminatori:

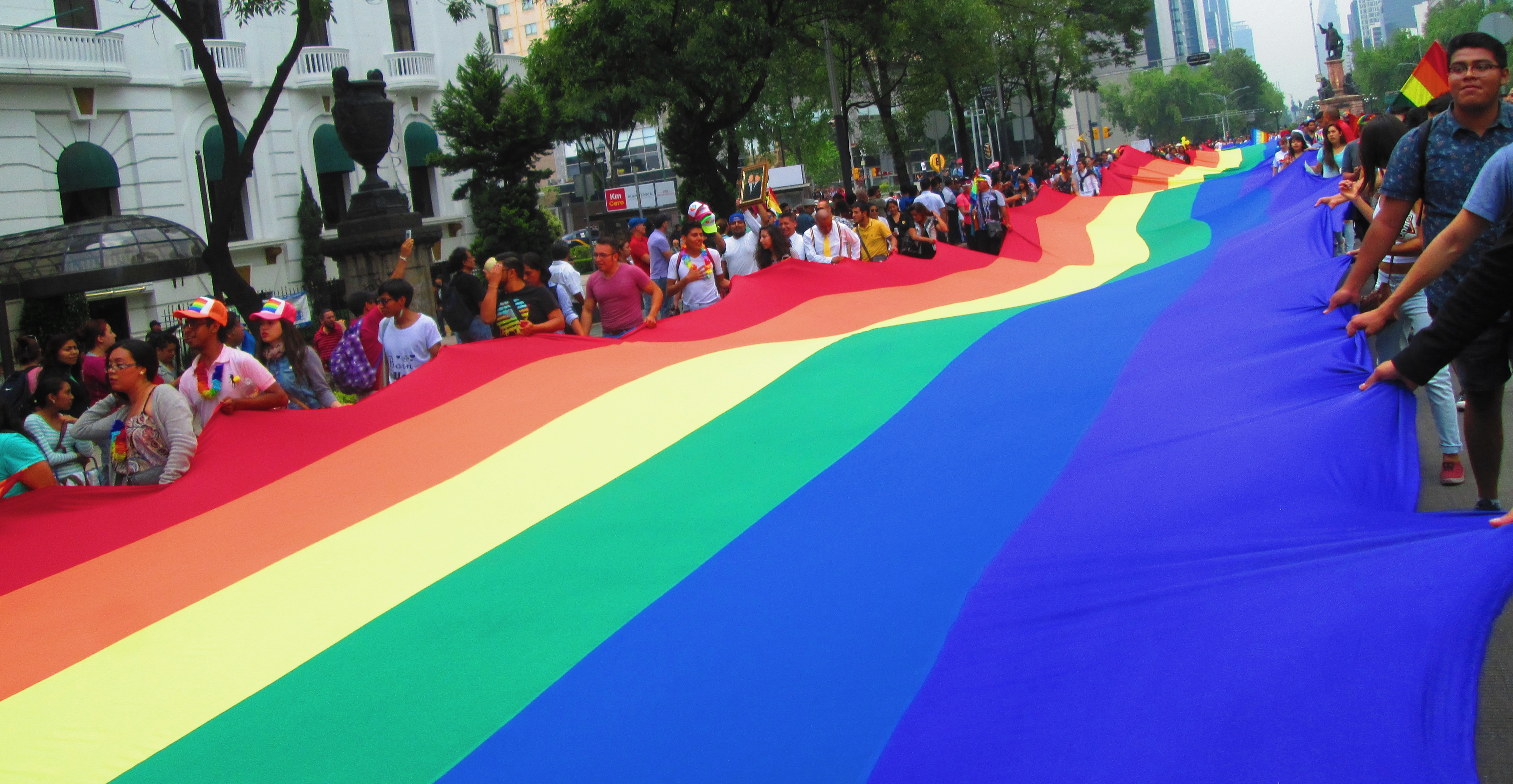
Una grande bandiera arcobaleno

Il CONAPRED è un'agenzia governativa, l'istituzione più importante creata per promuovere politiche e misure che contribuiscano allo sviluppo culturale e al progresso sociale, nell'inclusione inclusione e nel rispetto del diritto all'uguaglianza il quale è il primo diritto fondamentale citato nella costituzione.
Il CONAPRED è anche responsabile per la ricezione e risoluzione di lamentele e denunce di presunti atti discriminatori commessi da privati o dalle autorità federali nello svolgimento dei loro compiti e doveri, proteggendo anche i cittadini da qualsiasi distinzione o esclusione sulla base dell'aspetto fisico, come afferma l'art. 4 della legge
Il consiglio ha personalità giuridica, possiede proprietà e fa parte del ministero dell'Interno, ma le decisioni tecniche e di gestione delle proprie risoluzioni su richieste e reclami ricevuti sono indipendenti da esso o da qualsiasi altra fonte governativa.
Non risulta del tutto chiaro se la politica antidiscriminatoria si applichi anche alle forze armate. Il codice di giustizia militare non cita espressamente le discriminazioni sulla base dell'orientamento sessuale: quando è stato chiesto loro, alcuni generali in pensione hanno dichiarato che la politica, durante il loro mandato, è stata quella di incoraggiare fortemente militari apertamente omosessuali o bisessuali a dare le dimissioni o di utilizzare le regole vaghe contro l'immoralità per rimuoverli dall'incarico per cattiva condotta.

### Unioni civili e matrimonio

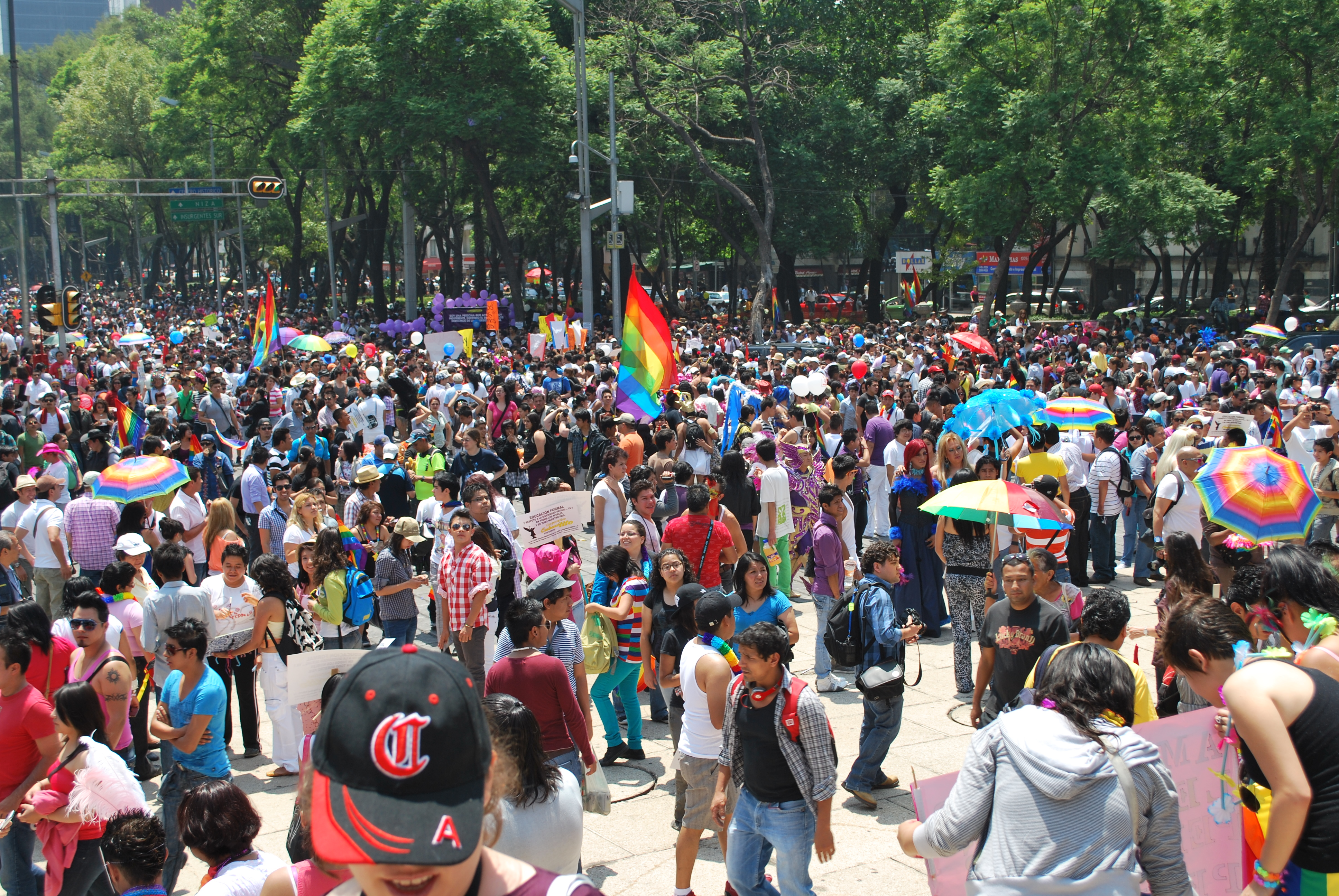
Folla al Pride 2012.

Il Messico è una repubblica federale composta da 31 stati e un distretto (la capitale). Pur esistendo un codice civile federale, ogni stato ha un proprio codice che regolamenta il concubinato e l'istituto matrimoniale; alcuni i questi hanno iniziato ad approvare delle legislazioni favorevoli su questi temi
Nel novembre 2013, Fernando Maya, senatore per lo Stato di Tabasco e rappresentante del partito socialdemocratico, ha presentato una proposta di modifiche al Codice civile federale in cui il matrimonio sarebbe stato definito come "la libera unione di due persone", senza dover necessariamente specificare il sesso dei contraenti. La proposta è stata girata al ministero della giustizia ed agli studi legali e alle commissioni dei diritti umani in Senato per essere ulteriormente studiato

#### Città del Messico
Nel 2000 Enoe Uranga, politica ed attivista apertamente lesbica, ha proposto un disegno di legge per legalizzare le unioni civili per le coppie dello stesso sesso e l'ha chiamato "Ley de Sociedades de Convivencia" (LSC); il disegno riconosce i diritti pensionistici e di successione di due adulti, indipendentemente dall'orientamento sessuale. Ma a causa dell'opposizione da parte dei gruppi di estrema destra si è deciso infine di non considerarlo.

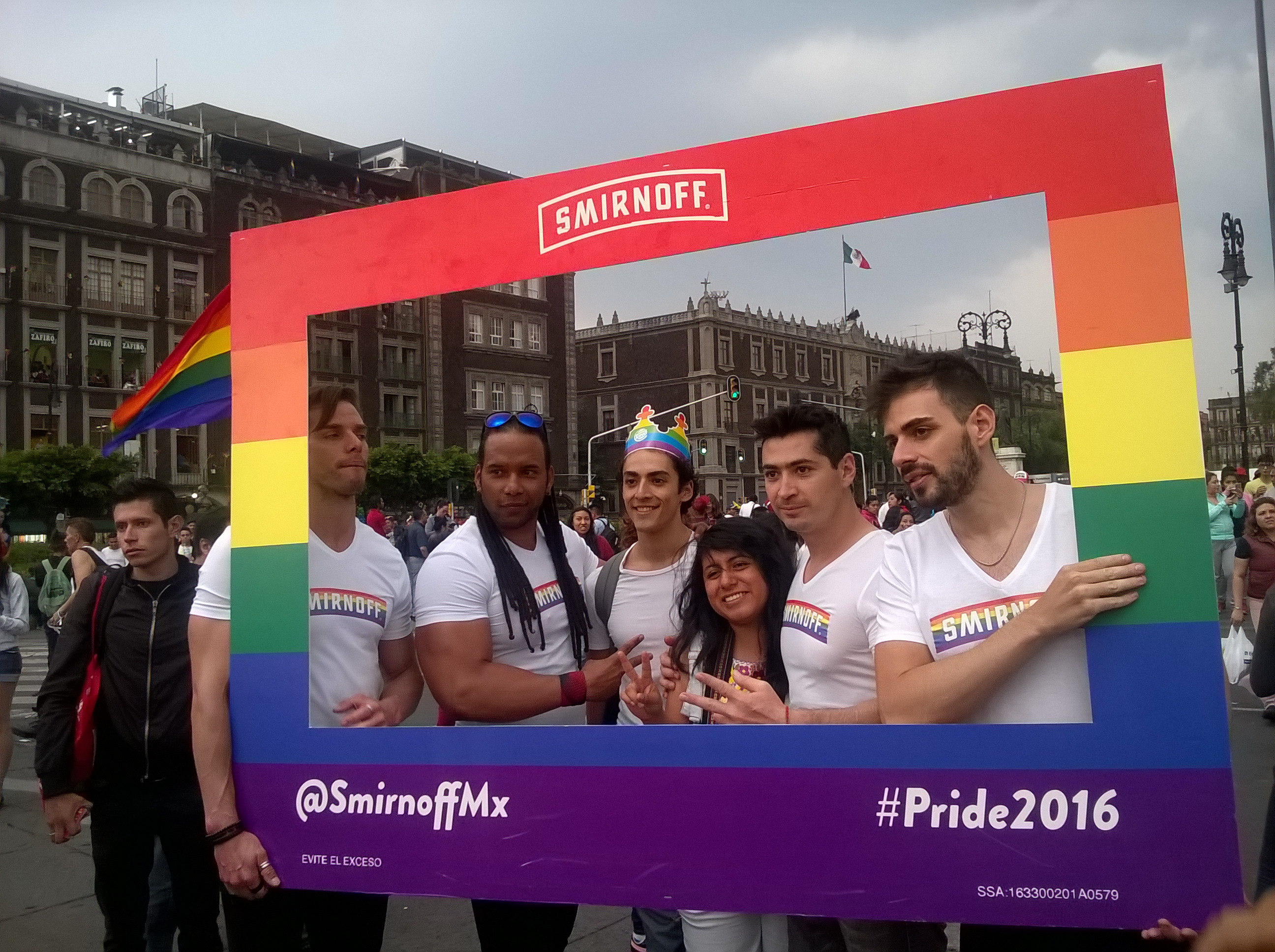
Alcuni partecipanti del Gay pride 2016

Si è dovuto così attendere fino al 2006 perché fosse votato (43 sì, 13 no) dall'assemblea ed entrasse in vigore l'anno seguente.

#### Colima
Per la prima volta nel comune di Cuauhtémoc a Colima, due persone dello stesso sesso sono state unite in matrimonio nel febbraio 2013, sotto la valutazione giuridica data dalla legge anti discriminatoria ed in quanto diritto costituzionale. 
Nel luglio 2013, il Congresso di Stato ha approvato un emendamento costituzionale che autorizza le coppie dello stesso sesso a formalizzare giuridicamente le loro unioni entrando in obbligazioni coniugali con gli "stessi diritti e obblighi che riguardano il matrimonio civile amministrativo.

#### Oaxaca
Nel dicembre 2012 la corte suprema ha stabilito che la legge sul matrimonio di Oaxaca era anticostituzionale perché limitava la cerimonia ad una coppia eterosessuale col dichiarato "obiettivo di perpetuare la specie": nel 2013 due lesbiche sono diventate la prima coppia dello stesso sesso ad unirsi civilmente dopo questa sentenza.

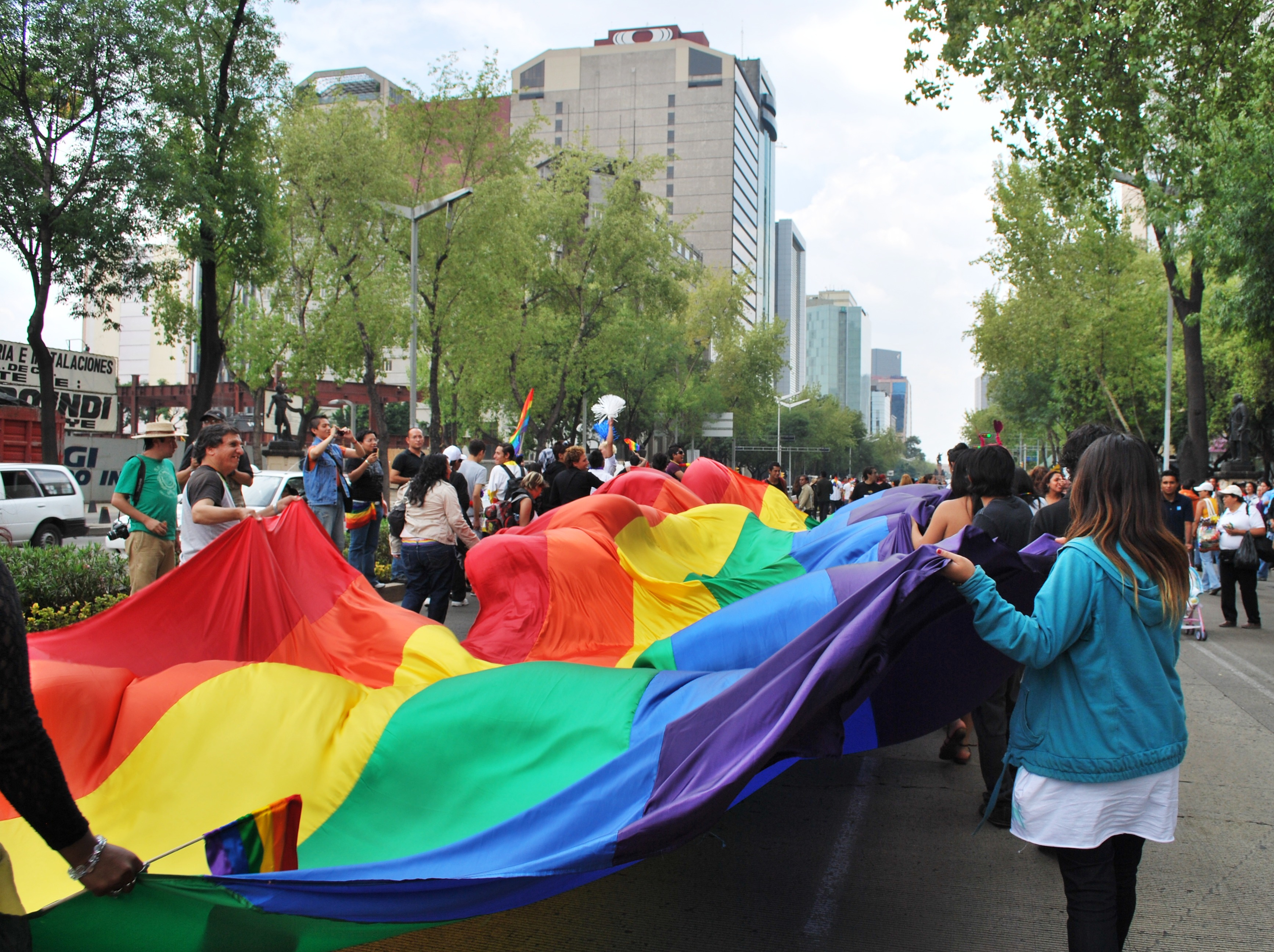
Gay pride del 2009

#### Jalisco
Due lesbiche sono diventate la prima coppia omosessuale che si è unita in cerimonia civile a Jalisco.

#### Altri stati
Vi sono proposte di concessione completa del matrimonio tra persone dello stesso sesso in almeno sei stati: Colima, Jalisco Guerrero, Michoacán, Puebla e Veracruz. 
Dopo che Città del Messico ha dato libero accesso al matrimonio omosessuale e alla possibilità di adozione nel dicembre 2009, il dibattito ripreso in tutti quegli Stati dove le unioni civili erano stati proposte precedentemente. 
Nel febbraio 2013, lo Stato di Colima ha iniziato a dare licenze di matrimonio alle coppie dello stesso sesso citando la costituzione, che vieta la discriminazione a causa della preferenza sessuale e la sentenza della Corte Suprema, che ha annullato il divieto del matrimonio gay nello Stato di Oaxaca.

## Violenza anti-LGBT

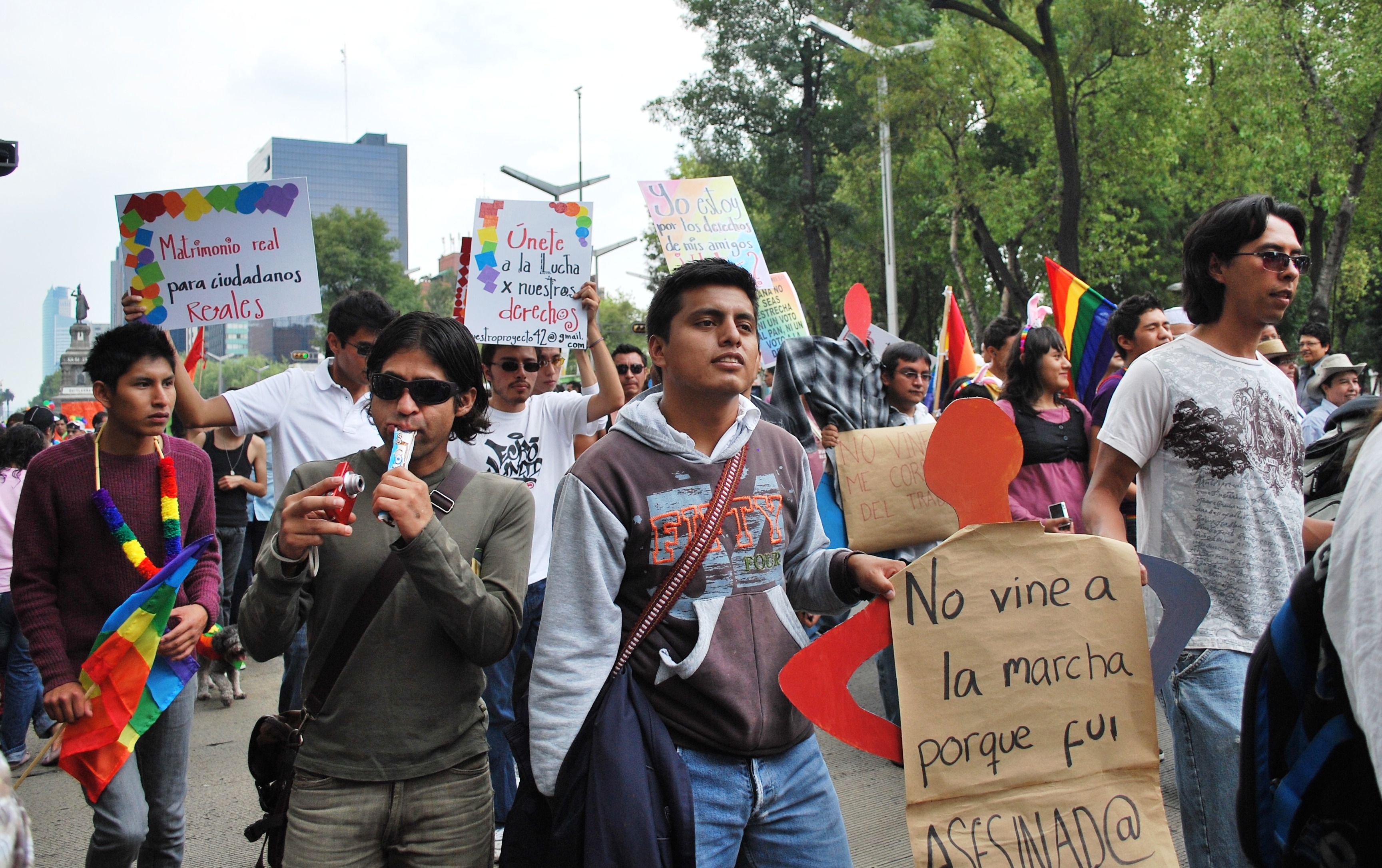
Manifestanti LGBT denunciano i crimini d'odio basati sull'orientamento sessuale, al Pride 2009 a Città del Messico.

Negli ultimi vent'anni vi sono state innumerevoli segnalazioni di casi di violenza contro gli omosessuali, tra cui omicidi di uomini apertamente gay avvenuti a Città del Messico e di travesti nello Stato meridionale del Chiapas; gli attivisti locali ritengono che questi casi rimangono il più delle volte irrisolti e accusano la polizia di mancanza d'interesse nell'avviare le dovute indagini, in quanto giudicano che i gay sono in qualche modo responsabili degli attacchi ed aggressioni portati contro di loro.
A metà del 2007 il presidente della commissione per i diritti umani di Città del Messico, Emilio Álvarez Icaza Longoria, si è detto profondamente preoccupato per il fatto che la capitale ha avuto il peggior record per crimini d'odio omofobico commessi con 137 denunce tra il 1995-2005; il giornalista e scrittore Fernando del Collado afferma (nel suo libro "Homophobia, Hate, Crime and Justice 1995–2005") che in quel decennio sono stati commessi 387 crimini derivanti dall'omofobia, il 98% dei quali rimasti impuniti.
Collado ha inoltre riferito che secondo il comitato dei cittadini contro l'odio e la criminalità a causa dell'omofobia (CCCOH) almeno tre omosessuali vengono uccisi ogni mese in Messico indicando che, dei 126 omosessuali che sono stati uccisi nella capitale in un decennio, il 75% sono stati riconosciuti dalle loro famiglie, nel 10% dei casi invece, pur avendo le famiglie identificato la vittima non ne ha reclamato i corpi (che sono stati così sepolti in fosse comuni), ma c'è anche un 5% di cadaveri che non sono mai stati identificati.
L'ex assistente procuratore per le vittime della criminalità al Distretto Federale nell'Ufficio di Bárbara Illán Rondero ha fortemente criticato la mancanza di sensibilità e professionalità da parte degli investigatori nelle indagini sui crimini commessi contro gli omosessuali e le lesbiche.
Alejandro Brito Lemus, direttore del supplemento notizie Letra S ( "Lettera S" ), ha affermato che solo il quattro per cento di gay e lesbiche che soffrono di discriminazioni presentare le loro denunce alle autorità: "Nonostante la gravità delle aggressioni subiti, la maggior parte dei gay, lesbiche e transessuali preferiscono tacere su ciò che accade e di rimanere isolati per paura di essere attaccati di nuovo nel rivelare il loro orientamento sessuale "

## Discriminazione e orgoglio

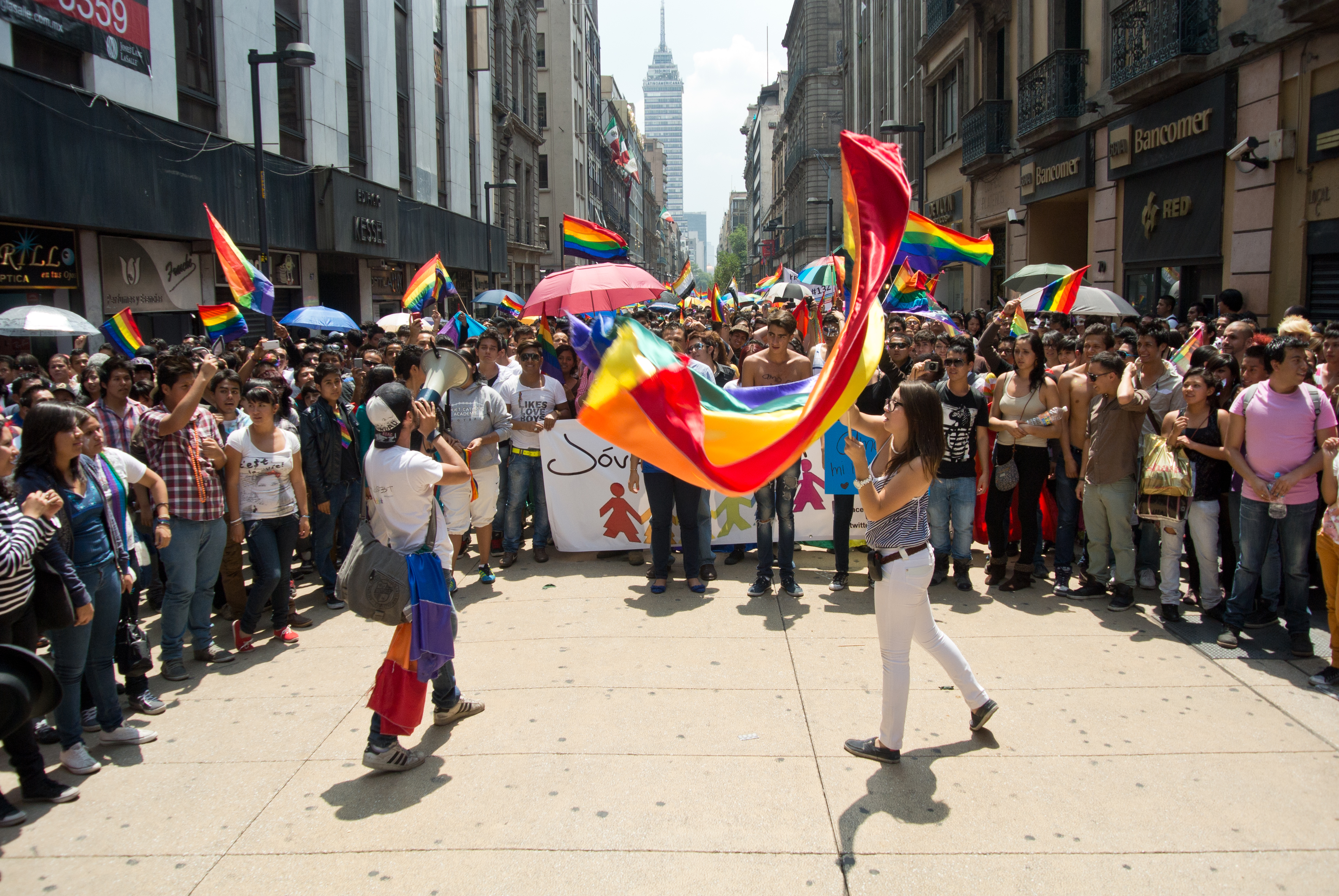
Sbandieramento al Pride.

Secondo il primo sondaggio nazionale sulla discriminazione svoltosi nel 2005 in Messico e condotto dal CONAPRED il 48 per cento dei messicani intervistati ha indicato che non permetterebbero ad un omosessuale di vivere in casa loro; il 95% dei gay intervistati ha affermato di aver subito discriminazioni, il 40% dichiarando di essere vittime di atti d'esclusione
La vita sociale LGBT prospera nelle maggiori aree metropolitane, la "zona rosa" di Città del Messico ospita oltre 50 tra bar e discoteche rivolte ad una clientela gay, ma vi è una sostanziale cultura LGBT in tutto lo Stato centrale di Messico (anche se alcuni osservatori sostengono che la vita gay è più sviluppata nella seconda città più estesa del Messico, ossia Guadalajara).
Altri importanti centri di associazionismo culturale gay sono le città di frontiera Tijuana e quella settentrionale di Monterrey, le città centrali Puebla e León e le principali città portuale di Veracruz. 
La popolarità del turismo gay (soprattutto in Puerto Vallarta, Cancún e altre località), ha inoltre richiamato l'attenzione nazionale alla presenza dell'omosessualità in Messico. Tra i giovani eterosessuali urbani è diventato comune frequentare discoteche gay e di avere amici adolescenti apertamente omosessuali.

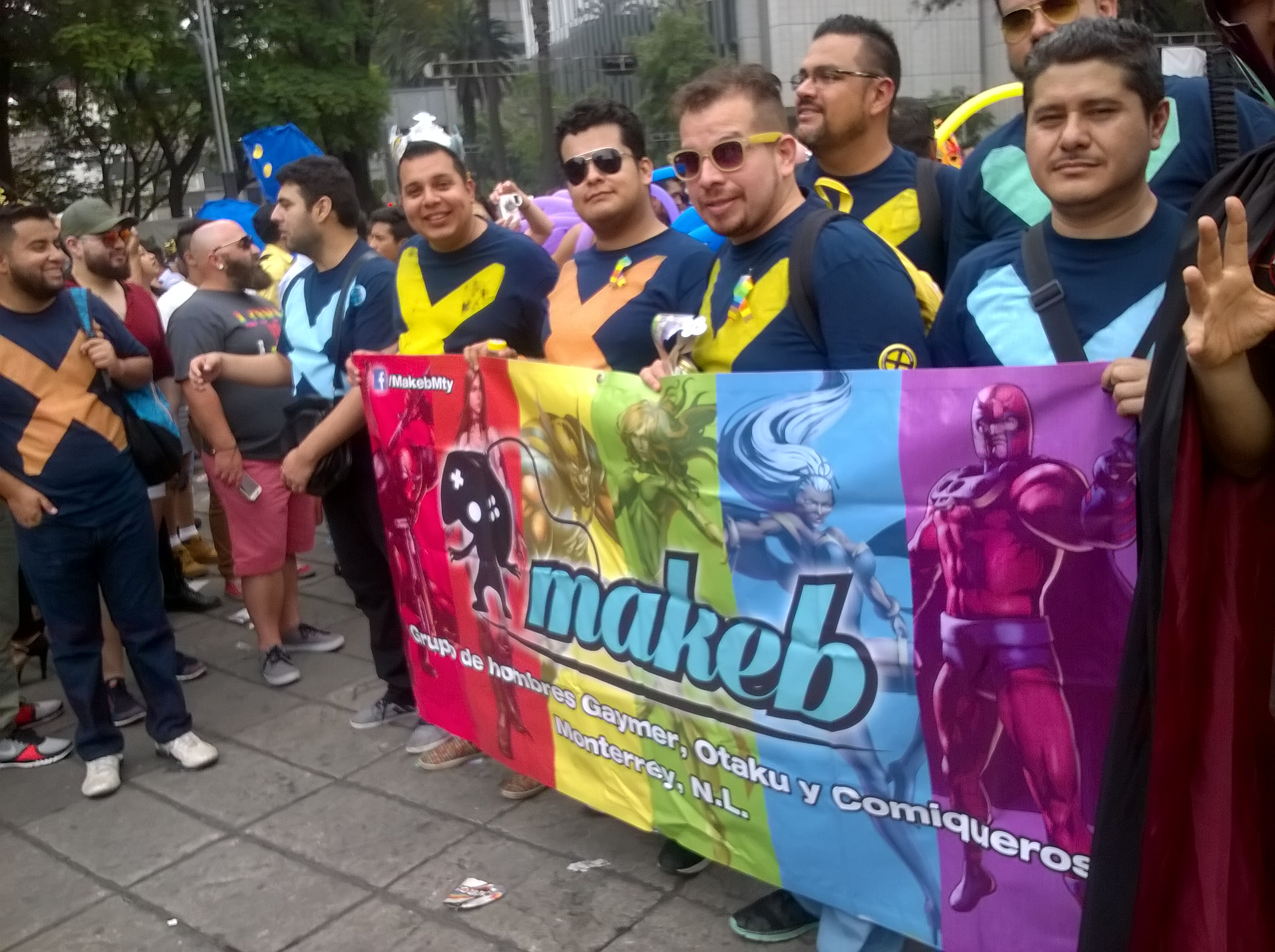
Pride 2016

Nel 1979, il paese h visto la prima sfilata dell'orgoglio omosessuale, tenutasi a Città del Messico, che ha avuto una partecipazione di oltre mille persone. 
Da allora, la sfilata si è tenuta ogni anno a giugno con temi diversi; essa mira a portare visibilità alle minoranze sessuali, aumentare la consapevolezza sulle problematiche connesse all'AIDS e all'HIV, denunciare l'omofobia più o meno strisciante e chiedere la creazione di politiche pubbliche favorevoli ai cittadini LGBT, come il riconoscimento delle unioni tra persone dello stesso sesso e una legislazione di protezione contro le discriminazioni e per la possibilità di adozione da parte di coppie dello stesso sesso.
Secondo gli organizzatori, alla XXXI LGBT Pride Parade nel 2009 hanno partecipato oltre 350.000 persone (100.000 più della precedente).
Nel 2003 si è tenuta la prima "Lesbian Pride March" nella capitale della nazione. A Guadalajara, un ben frequentato Gay Pride si svolge annualmente a partire dal giugno dal 1996. Si tengono inoltre Pride periodici, celebrazioni, manifestazioni e incontri a Monterrey, Tijuana, Puebla, Veracruz Xalapa,, Cuernavaca, Tuxtla Gutiérrez, Acapulco, Chilpancingo ed infine Mérida.

## HIV e AIDS

Il Nastro rosso, simbolo della solidarietà con le persone sieropositive ed affette dall'AIDS.

Il primo caso di AIDS in Messico è stato diagnosticato nel 1983, ma sulla base di analisi retrospettive la sua primissima apparizione può esser fatta risalire almeno a due anni prima; i gruppi LGBT hanno contribuito con la massima celerità ad avviare programmi di lotta e ricerca sulla malattia, con uno spostamento dell'attenzione (almeno temporaneamente) rispetto all'enfasi precedente data all'associazionismo.
L'insorgenza dell'epidemia durante la metà degli anni ottanta ha creato un notevole dibattito e discussione circa l'omosessualità; molte voci, sia favorevoli sia contrarie (come quella della Chiesa cattolica) hanno partecipato a incontri pubblici, finendo con l'aumentarne la consapevolezza e comprensione
Il Centro Nazionale per la prevenzione e il controllo dell'HIV/AIDS (CENSIDA) è un programma di promozione della prevenzione e il controllo della pandemia di AIDS in accordo con le politiche pubbliche di promozione della salute sessuale; si prefissa l'obiettivo di diminuire la trasmissione del virus dell'immunodeficienza umana e le malattie sessualmente trasmissibili e di migliorare la qualità della vita delle persone colpite (in un quadro del bene comune). CENSIDA è attiva dal 1988 e collabora con altre agenzie governative e con le ONG.
Secondo una stima del 2011, lo 0,2% delle persone di età compresa tra i 15 e i 49 anno erano HIV-positivi, questo dato assieme a quello di Cuba e Nicaragua costituiva essere il tasso più basso presente in tutta l'America Latina e nei Caraibi. 
In valori assoluti, si stima che 180.000 persone in Messico vivno affetti da sieropositività nel 2011, al secondo posto in numeri di popolazione colpita nella regione dopo il Brasile. 
Secondo CENSIDA, a partire dal 2009 oltre 220.000 adulti sono HIV-positivi; il 60% sono uomini che hanno rapporti sessuali con altri uomini, 23% per cento sono donne eterosessuali e il 6% per cento sono prostitute al servizio di clienti principalmente eterosessuali. 
Oltre il 90% dei casi segnalati sono stati il risultato di una diretta trasmissione sessuale.
La diffusione del virus dell'HIV in Messico è aggravata però anche dalla stigmatizzazione riguardante il morbo, il che agisce come una barriera per la prevenzione, il test HIV e il successivo eventuale trattamento. La stigmatizzazione e criminalizzazione avviene innanzitutto all'interno delle famiglie stesse, ma anche nei servizi di assistenza sanitaria, nei centri di polizia e sul posto di lavoro . Uno studio condotto da Infante-Xibille nel 2004 su 373 fornitori di assistenza sanitaria in tre stati messicani ha descritto la discriminazione presente all'interno dei servizi sanitari, rivelando il fatto che il test veniva condotto solo con quei gruppi percepiti ad alto rischio (spesso senza consenso informato), e che i malati di AIDS venivano spesso isolati e abbandonati a loro stessi.
Nel 2005, dopo un'attenta valutazione compiuta in cinque città dal Colectivo Sol (un'organizzazione non governativa), è stato scoperto che alcuni pazienti dell'ospedale affetti da HIV hanno avuto un segno apposto sui loro letti indicando il fatto che si trattava di sieropositivi. A León, nello Stato di Guanajuato, i ricercatori hanno scoperto che 7 persone su 10 avevano perso il lavoro a causa del loro status di positività. Lo stesso studio ha anche documentato la prova della discriminazione che gli uomini che hanno rapporti sessuali con altri uomini trovano ancora all'interno delle loro famiglie.
Nell'agosto del 2008, il Messico ha ospitato la 17° "International AIDS Conference", un incontro che ha contribuito a mitigare ulteriormente gli stimmi riguardanti l'AIDS ed evidenziando i risultati ottenuti nella lotta contro la malattia.
Alla fine del 2009, il ministro della Sanità José Ángel Córdova ha detto in un comunicato ufficiale che il Messico si avviava a grandi passi a centrare uno degli Obiettivi di sviluppo del Millennio delle Nazioni Unite, quello sull'HIV/AIDS (che richiede che i paesi membri comincino a ridurre progressivamente la diffusione del virus entro il 2015). 
Il tasso di infezione da HIV, allora era lo 0,4% al di sotto dell'obiettivo dello 0,6% fissato dalla Organizzazione Mondiale della Sanità per il Messico.
Circa il 70 per cento delle persone che chiedono un trattamento per l'HIV/AIDS arrivano senza ancora aver contratto i sintomi primari della malattia, il che aumenta l'aspettativa di vita di almeno 25 anni. Il trattamento per l'HIV/AIDS in Messico è gratuito ed offerto da 57 cliniche specializzate a 30-60.000 persone che vivono con l'HIV. Il governo messicano spende circa 2 miliardi di peso messicano (151.900.000 dollari USA) ogni anno nella lotta contro la malattia.

## Nel cinema
- 1983: Las apariencias engañan
- 2001: Y tu mamá también - Anche tua madre
- 2004: 7 mujeres, 1 homosexual y Carlos
- 2006: El cielo dividido
- 2007: Quemar las naves
- 2011: La otra familia
- 2014: Cuatro lunas
- 2015: Eisenstein in Messico
- 2015: Te Prometo Anarquía
- 2017: Hazlo como hombre
- 2017: Sueño en otro idioma

## Tabella riassuntiva
| Atti omosessuali legali                                                                                              | (dal 1871)                                                                             |
| Età del consenso uguale                                                                                              | (dal 1871)                                                                             |
| Leggi anti discriminatorie nel posto di lavoro                                                                       | (dal 2003)                                                                             |
| Leggi anti discriminatorie nella fornitura di beni e servizi                                                         | (dal 2003)                                                                             |
| Leggi anti discriminatorie in tutti gli altri settori (inclusa la discriminazione indiretta e le espressioni d'odio) | (dal 2003)                                                                             |
| Matrimonio omosessuale                                                                                               | (dal 2022)                                                                             |
| Riconoscimento delle coppie dello stesso sesso                                                                       | (Tutti gli Stati sono obbligati a onorare i matrimoni omosessuali eseguiti in Messico) |
| Adozione da parte di coppie dello stesso sesso                                                                       | /(Legale a Città del Messico e 7 stati)                                                |
| Possibilità di prestare servizio militare                                                                            | Si                                                                                     |
| Cambio di genere legale                                                                                              | / (legale solo a Città del Messico)                                                    |
| Maternità commerciale surrogata per coppie gay                                                                       | No                                                                                     |
| Accesso alla fecondazione in vitro per le lesbiche                                                                   | Si                                                                                     |
| Permesso di donare il sangue                                                                                         | (dal 2012)                                                                             |